# Фрагмидиум
Фрагмидиум или фрагмидий   (лат. Phragmidium) — род ржавчинных грибов, которые обычно поражают растения семейства розовых (Rosaceae). Характерной особенностью является наличие телейтоспор на ножках, расположенных на телиях, каждая из которых состоит из ряда из четырёх или более клеток. У всех видов есть диффузный эцидий без перидия.

## Описание
Эций (без оболочки) и урединии в виде оранжево-красных кучек, окруженных густым кольцом булавовидных парафиз (наружным рядом хламидоспор, превращённых в булавовидные, удлиненные придатки). На стадии телий телейтоспоры из 3 (очень редко из 2) и больше клеток, расположенных в один ряд.

## Экология

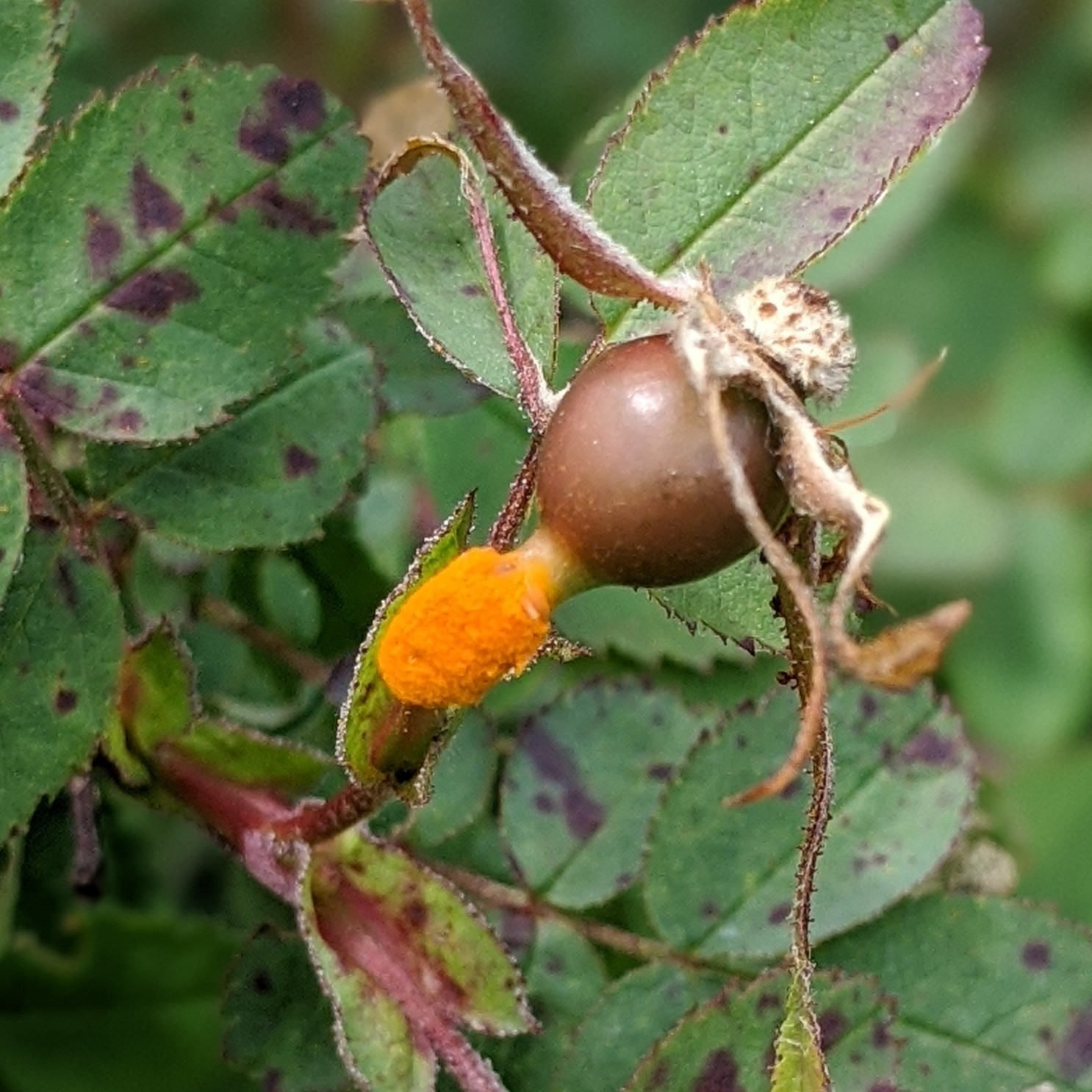
Грибок Phragmidium rosae-pimpinellifoliae на плодах шиповника

Представители рода — однохозяинные паразитические грибы, питающиеся живыми клетками растений-хозяев. Они могут поражать различные виды семейства Rosaceae, включая все виды шиповника. Ржавчина розоцветных вызывает искривления и обесцвечивание стеблей. Иногда появляются галлы и пятна. Весной на верхней стороне листа образуются жёлтые пятна, а весной и летом на нижней стороне листа появляются оранжевые споры.

### Благоприятная среда
Наиболее благоприятный климат для ржавчины роз — это умеренные температуры с высокой влажностью. Большинство случаев заражения Phragmidium наблюдается в Европе, но случаи были зарегистрированы также в Азии и Северной Америке. В США ржавчина роз чаще всего встречается на побережьях, особенно на Тихоокеанском побережье. В Среднем Западе США гриб встречается редко из-за суровых зим и жаркого лета.

### Цикл болезни
Весной первые споры — спермагонии — прорастают из растительных остатков на земле и заражают молодые побеги, вызывая их деформацию и образование оранжевых пустул. Эти пустулы вскрываются и заражают листья. Летом более тёмно-оранжевые урединиоспоры распространяются ветром. К концу августа урединиоспоры и сории покрываются чёрными пучками, и появляются тёмные покоящиеся телиоспоры. Телиоспоры превращаются в эциоспоры, которые прикрепляются к стеблям и листьям для перезимовки.

### Патология
Розы, заражённые видами Phragmidium, проявляют характерные оранжевые скопления спор и деформированный рост в определённых частях куста. Растение может значительно ослабнуть, утратить жизнеспособность и погибнуть. Позднее на растении появляются мелкие чёрные пятна или приподнятые участки — это телии, содержащие перезимовывающие телиоспоры.

### Профилактика
Производители роз рекомендуют использовать фунгициды некоторые из которых могут иметь последствия для здоровья садовода.  В настоящее время многие культивируемые розы выведены с целью придания им устойчивости к ржавчине. У диких роз заражение Phragmidium является одним из обычных вредителей и болезней, которые являются частью обычного экологического давления, затрагивающего все виды. Нехимические методы борьбы включают в себя как можно более раннюю обрезку весенних инфекций, а также сбор и уничтожение опавших листьев для предотвращения перезимовки.

## Систематика

### Виды
Существует несколько видов Phragmidium, большинство из которых специфичны к одному или нескольким видам-хозяевам. Примеры:
- Phragmidium acuminatum (Fr.) — Фрагмидиум островатый[9] на Rubus saxatile
- Phragmidium bulbosum (F. Strauss) Schltdl. — Фрагмидиум бульбочковый[9] на Rubus fruticosus и Rubeus caesius
- Phragmidium mucronatum (Pers.) — Фрагмидиум мукронатум[9]
- Phragmidium sterilis на Potentilla sterilis
- Phragmidium potentillae (Pers.) — Фрагмидиум лапчатковый[9] на лапчатке английской
- Phragmidium rosae-pimpinellifoliae
- Phragmidium rubi-idaei на малине
- Phragmidium tuberculatum Jul. Müll — Фрагмидиум шиповниковый [9] на некоторых сортах шиповника
- Phragmidium violaceum на культурной ежевике и логановой ягоде

Вероятно, наиболее часто встречающимся является P. mucronatum, который встречается на большинстве видов диких роз, включая Rosa canina и Rosa arvensis.

### Синонимы
Согласно данным GBIF на июнь 2025 года в синонимику рода входят следующие названия:
- = Ameris J.C.Arthur, 1906
- = Aregma Fr.
- = Earlea J.C.Arthur, 1906
- = Epitea Fr.
- = Lecythea Lév.
- = Phragmidiopsis (G.Winter) Mussat, 1901
- = Teloconia H.Sydow, 1921
- = Trolliomyces Ulbrich, 1938

## Внешние ссылки
- http://www.apsnet.org/publications/plantdisease/2014/November/Pages/98_11_1581.2.aspx
- http://hort.uwex.edu/articles/rose-rust/